# Gobernación de Riazán
La gobernación de Riazán (en ruso: Рязанская губерния) era una división administrativa del Imperio ruso y después de la R.S.F.S. de Rusia, ubicada en Rusia central con capital en la ciudad de Riazán. Creada en 1796, la gobernación existió hasta 1929.

## Geografía
La gobernación de Riazán limitaba con las de Vladímir, Tambov, Tula y Moscú.
El territorio del gobierno de Riazán actualmente está repartido entre las óblasts de Riazán y de Lípetsk.

## Historia
La gobernación fue creada en 1796 como consecuencia de la reforma del virreinato (namestnitchestvo) de Riazán. En enero de 1929 fue suprimida la gobernación y su territorio pasó a formar parte de la óblast industrial del Centro (renombrado a óblast de Moscú en junio de 1929).

## Subdivisiones administrativas
A principios del siglo XX la gobernación de Riazán estaba dividida en 12 uyezds: Dankov, Yegórievsk, Zaraisk, Kasímov, Mijáilov, Pronsk, Ranenburgo, Riazhsk, Riazán, Sapozhok, Skopín y Spask.

## Población
En 1897 la población del gobierno era de 1 802 196 habitantes, de los cuales 99,4 % rean rusos y una pequeña minoría tártara en la uyezd de Kasímov.